# Michel Broué
Michel Broué (Privas (Ardèche), 28 ottobre 1946) è un matematico e attivista francese.
Ha avuto importanti esperienze di attivismo politico, dapprima con l'estrema sinistra trotskista e dagli anni ottanta col Partito Socialista.
Nel 1988 ha enunciato una congettura che porta il suo nome.

## Biografia

### Carriera
Figlio dello storico Pierre Broué e della maestra elementare Simone Charras, ha vissuto la propria infanzia a Privas presso i nonni.
Dopo gli studi superiori e universitari, nel 1980 è diventato professore dell'Università Paris VII, nel 1983 direttore del servizio di matematica dell'École normale supérieure de jeunes filles di Sèvres e dal 1986 al 1993 è stato direttore del dipartimento di matematica e informatica della École normale supérieure del la Rue d'Ulm di Parigi.
Influenzato dai lavori di Claude Chevalley e Jean-Pierre Serre, è specializzato in algebra, in particolare nella teoria dei gruppi e delle loro rappresentazioni.
Nel 1988 ha enunciato una congettura che ha poi stimolato e suscitato numerose ricerche.

### Attività politica
Nel 1971 è entrato a far parte dell'Organizzazione comunista internazionale (OCI), trotskista, reclutato da Lionel Jospin e in tale organizzazione si è occupato principalmente di diritti umani.
Con Henri Cartan e Laurent Schwartz ha fondato il Comitato dei Matematici, che ha ottenuto la liberazione di vari matematici che erano perseguitati politici nei loro Paesi.
Si è opposto ai regimi comunisti di vari Stati dell'Europa orientale, in particolare impegnandosi per i membri della Charta 77.
Nel 1984 ha abbandonato l'OCI e dal 1986 al 1988 ha partecipato al gruppo di militanti trotskisti scissionisti Convergenze socialiste che si è unito al Partito Socialista. Polemiche in merito al successo elettorale di Jean-Marie Le Pen al primo turno delle elezioni presidenziali del 1988 lo hanno portato alla rottura con Convergenze socialiste e all'allontanamento dal Partito Socialista.
Ha sostenuto la candidatura presidenziale di Lionel Jospin nel 1995 e nel 2002, di Ségolène Royal nel 2007 e di François Hollande nel 2012.

### Vita privata e famiglia
Dall'unione con Marie-Claude Cidère sono nate Isabel (1968, divenuta regista e sceneggiatrice) e Caroline (1972, divenuta giornalista e produttrice di France Culture). Nel 2003 ha iniziato una relazione con l'attrice Anouk Grinberg, che ha sposato nel 2016.